# فلور بيترز
فلور بيترز هو أستاذ جامعي وملحن بلجيكي، ولد في 4 يوليو 1903 في أنتويرب في بلجيكا، وتوفي بنفس المكان في 4 يوليو 1986.

## وصلات خارجية
- فلور بيترز على موقع IMDb (الإنجليزية)
- فلور بيترز على موقع ميوزك برينز (الإنجليزية)
- فلور بيترز على موقع ديسكوغز (الإنجليزية)